# Yamaha TD

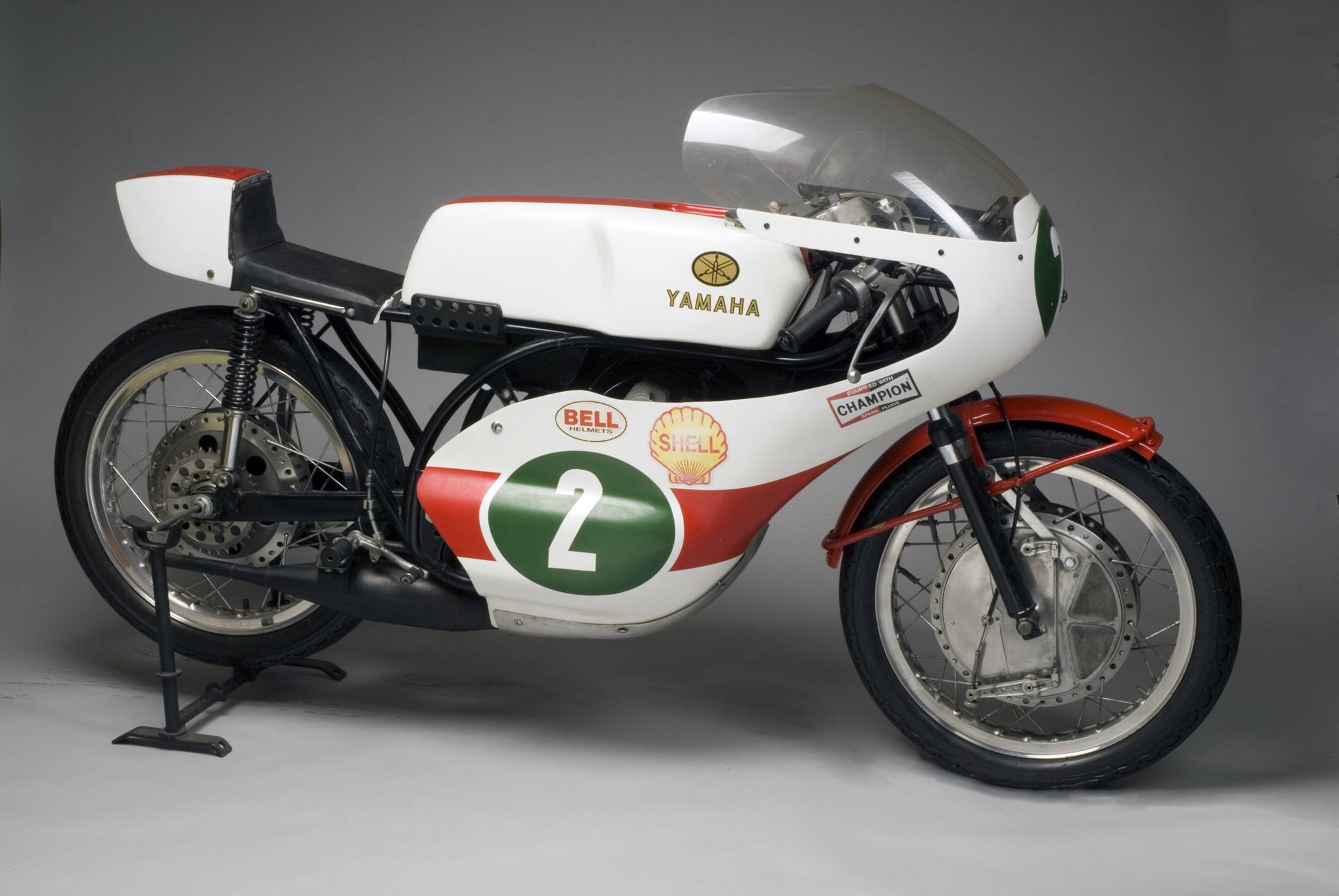
Yamaha TD 2

Die Yamaha TD war ein käufliches Rennmotorrad des japanischen Herstellers Yamaha, das unter anderem bis 1972 in der Motorrad-Weltmeisterschaft in der Klasse bis 250 cm³ Hubraum eingesetzt wurde. Die Grundlage bildete das Serienmotorrad Yamaha YDS2, das für Privatfahrer mit einem Rennkit leistungsgesteigert wurde. In der Yamaha-TD-Baureihe wurden über 500 Exemplare hergestellt. Sie bot den Einstieg für viele Privatfahrer in den Rennsport.

## Geschichte und Technik
Für die erste Baureihe wurde der Serienmotor (Bohrung/Hub: 56 × 50 mm) mit einer Leistung von 23 PS bei 7500/min verwendet. Leistungsgesteigert, jedoch ohne Drehschiebersteuerung wie die Werksmaschine (RD 56), wurde der Motor in einen veränderten Motorradrahmen mit Vollverkleidung eingebaut. Zwei Mikuni-Vergaser in der Seriengröße von 20 mm (später 30 mm Durchmesser) sorgten für das Öl-Kraftstoff-Gemisch, gezündet wurde der Twin mit einer Magnetzündung.
Über ein Fünfganggetriebe (ab Modell TD 2 mit sechs Gängen) wurde die Leistung mittels Kette an das Hinterrad übertragen. Das Fahrwerk bestand aus einem Doppelschleifen-Rohrrahmen mit Teleskopgabel und zwei Federbeinen an der Hinterradschwinge. Vorn hatte die TD eine Duo-Duplex-Bremse, hinten eine Duplexbremse. Die Reifengröße veränderte sich im Laufe der Entwicklung von 2.50–18 auf 2.75–18 vorne und von 2.75–18 auf 3.00–18 hinten. Der Benzintank fasste 21, später 23 Liter, der Ölvorrat betrug 1,5 Liter.

## Rennen und Erfolge
Die ersten Production-Racer eines japanischen Herstellers wurden zunächst nur in nationalen Rennen gefahren. Mit den TD-2-Modellen wurde der käufliche Renner auch auf internationaler Ebene erfolgreich eingesetzt. Dem schwedischen Rennfahrer Kent Andersson gelang es während der Motorrad-Weltmeisterschaft 1969 erstmals mit einer „Rennmaschine von der Ladentheke“ einen Weltmeisterschaftslauf, den Großen Preis von Deutschland, zu gewinnen. Die Yamaha TD 2 war damals für 900 Pfund Sterling für jedermann erhältlich. Mit einer Werks-Yamaha errang Rodney Gould 1970 überlegen die Motorrad-Weltmeisterschaft in der Klasse bis 250 cm³ Hubraum. 1971 wurde er von Phil Read geschlagen, der auf einem von Helmut Fath getunten privaten Yamaha TD-Production-Racer den Titel errang. Die Production-Racer Yamaha TD sowie Yamaha TR verkauften sich daraufhin wie „warme Semmeln“.
Die Ablösung der luftgekühlten Rennmaschinen erfolgte im Jahr 1973 durch die Production-Racer Yamaha TZ 250 und Yamaha TZ 350.

## Technische Daten
|                        | TD 1–TD 1A        | TD 1B             | TD 1C              | TD 2               | TD 2B              | TD 3               |
| Baujahr                | 1962–64           | 1965–66           | 1967–68            | 1969–70            | 1971               | 1972               |
| Leistung/bei           | 32 PS 9.500 min−1 | 35 PS 9.500 min−1 | 40 PS 10.500 min−1 | 44 PS 10.500 min−1 | 47 PS 11.000 min−1 | 49 PS 10.500 min−1 |
| Radstand               | 1295 mm           | 1290 mm           | 1280 mm            | 1315 mm            | 1315 mm            | 1300 mm            |
| Lenkkopfwinkel in Grad |                   |                   | 62,5               | 62,5               | 62,5               | 62,5               |
| Nachlauf in mm         |                   |                   | 75                 | 90                 | 90                 | 90                 |
| Leergewicht in kg      | (111) 96          | 96                | 104                | 105                | 105                | 105                |